# Helen Reilly
Pour les articles homonymes, voir Reilly (homonymie).
Helen Reilly, née Kieran à New York en 1891 et morte le 11 janvier 1962, est un écrivain américain de roman policier.

## Biographie
Fille du médecin James M. Kieran et sœur du naturaliste John Kieran (en), elle est élevée à New York, puis épouse le cartooniste Paul Reilly et déménage à Westport au Connecticut. Les Reilly auront quatre filles, dont les futurs auteurs de roman policier Ursula Curtiss et Mary McMullen. Paul Reilly meurt en 1944 et, la même année, Helen Reilly revient vivre à New York. En 1960, elle s'installe au Nouveau-Mexique.
Elle amorce sa carrière littéraire sur les conseils d'un ami de la famille. Elle publie d'abord sans succès un roman littéraire, The Thirty-First Bullfinch (1930), puis se décide à tenter sa chance dans le roman policier. Mais plutôt que d'écrire, comme plusieurs auteurs féminins de sa génération, des whodunits ou des textes de l'école du Si J'avais Su... (Had I but known (en)), elle choisit le récit de procédure policière encore très peu fréquenté. En raison de son style direct et précis, d'aucuns ont cru que ses textes exempts de sentimentalisme étaient l'œuvre d'un homme caché un pseudonyme féminin.
En 1930, dans The Diamond Feather, son second roman, apparaît son héros récurrent, l'inspecteur Christopher McKee. Petit homme d'origine écossaise aux yeux bruns et au visage marqué, il est le prototype du policier intègre et méticuleux. Avec son assistant Todhunter, il est le héros de 31 romans et de la nouvelle The Phonographe Murder. Cette série, fort populaire en son temps, vaut à son auteur l'insigne honneur d'être invitée au siège de la police de New York avec autorisation de consulter les fichiers. C'est là qu'elle trouve l'idée de publier The File on Rufus Gray (1937), un roman auquel sera jointe une pochette contenant des fac-similés de témoignages, d'interrogatoires et de pièces à conviction. Le livre fait ses frais, mais sa production a demandé un investissement trop important pour que l'éditeur s'y aventure de nouveau. Helen Reilly revient donc aux enquêtes de McKee qui, après la Deuxième Guerre mondiale, évoluent vers le thriller et mettent souvent en scène des jeunes filles en danger.
Helen Reilly meurt en 1962.

## Œuvre

### Romans

#### SérieInspecteur McKee
- The Diamond Feather (1930)
- Murder in the Mews (1931)
- The Line-Up (1934)
- McKee of Centre Street (1933)
- Mr. Smith's Hat (1936)
- Dead Man Control (1936) Publié en français sous le titre Le Contrôle de l'homme mort, Paris, Nouvelle Revue Critique, L'Empreinte, no 159, 1939 ; réédition, Paris, Librairie des Champs-Élysées, Le Masque no 2397, 1998
- All Concerned Notified (1939)
- Death for a Ducat (1939)
- The Dead Can Tell (1940)
- Death Demands an Audience (1940)
- Murder in Shinbone Alley (1940)
- Mourned on Sunday (1941)
- Three Women in Black (1941)
- Name Your Poison (1942)
- The Opening Door (1944)
- Murder on Angler's Island (1945)
- The Silver Leopard (1946)
- The Farmhouse (1947) Publié en français sous le titre Les fleurs se fanaient déjà, Paris, Librairie des Champs-Élysées, Le Masque no 886, 1965
- Staircase 4 (1947) Publié en français sous le titre Quatre avant Gabrielle, Paris, Nicholson et Watson, coll. La Tour de Londres no 44, 1950
- Murder at Arroways (1950) Publié en français sous le titre Le producteur ne comprend pas, Paris, Librairie des Champs-Élysées, Le Masque no 811, 1963
- Lament for the Bride (1951) Publié en français sous le titre La mariée était trop belle, Paris, Librairie des Champs-Élysées, Le Masque no 781, 1963
- The Double Man (1952) Publié en français sous le titre Ce n'est pas moi qui l'ai tué, Paris, Librairie des Champs-Élysées, Le Masque no 792, 1963 ; réédition, Paris, Librairie des Champs-Élysées, coll. Club des Masques no 227, 1974
- The Velvet Hand (1953) Publié en français sous le titre La Main de velours, Paris, Gallimard, Série noire no 901, 1964
- Tell Her It's Murder (1954) Publié en français sous le titre Sont-ils donc tous coupables ?, Paris, Librairie des Champs-Élysées, Le Masque no 830, 1964
- Compartment K (1955)
- The Canvas Dagger (1956)
- Ding Dong Bell (1958)
- Not Me, Inspector (1959) Publié en français sous le titre Non, inspecteur, ce n'est pas moi !, Paris, Fayard, L'Aventure criminelle no 99, 1961
- Follow me (1960)
- Certain Sleep (1961)
- The Day She Died (1962)

#### Autres romans policiers
- Man with the Painted Head (1931)
- The Doll's Trunk Murder (1932)
- The File on Rufus Ray (1937)

#### Autres romans
- The Thirty-First Bullfinch (1930)
- Run with the Hare (1941), signé Kieran Abbey
- And Let the Coffin Pass (1942), signée Kieran Abbey
- Beyond the Dark (1944), signée Kieran Abbey

### Nouvelles
- The Perilous Journey (1962)
- The Phonograph Murder (1964) Publié en français sous le titre Un monsieur rangé et une femme assommante, Paris, Fayard, Le Saint détective magazine no 12, février 1956 ; réédition de la même traduction sous le titre Le Meurtre au phonographe dans Histoires de crimes parfaits, Paris, Pocket no 3221, 1989 Publié en français dans une autre traduction sous le titre Meurtre en 45 tours, Paris, Opta, L'Anthologie du Mystère no 6, mars 1965 ; réédition, Paris, Prêt-Publicité, Enquêtes policières no 6, 1973